# روستای اورچاردلیک (میشیگان)
روستای اورچاردلیک، میشیگان (به انگلیسی: Orchard Lake Village, Michigan) یک شهر در ایالات متحده آمریکا با جمعیت ۲٬۳۷۵ نفر است که در میشیگان واقع شده‌است.